# Estrecho de Dampier (Indonesia)
El estrecho de Dampier (en indonesio: Selat Dampier) es un estrecho marino de Indonesia que separa la península de Doberai, el extremo occidental de la gran isla de Nueva Guinea, de las islas de Waigeo y Batanta del grupo de las islas Raja Ampat. Administrativamente, todas las riberas del estrecho pertenecen a la  Provincia de Papúa Occidental.